# Petar Petretić
Petar Petretić (1604. – 1667.) hrvatski kanonik, biskup, povjesničar i jezikoslovac, pobornik crkvenog jedinstva.

## Životopis
Petar Petretić rođen je 1604. od siromašnih hrvatskih katoličkih roditelja u žumberačkom kraju, u Sošicama. Imajući tetu plemkinju u Zagrebu, nadaren dječak završio je u gimnaziji kod zagrebačkih isusovaca. Studij je nastavio u Hrvatskom kolegiju u Beču, a nakon što je primio svećenički red ubrzo je, još prije nego što se je vratio u Zagreb, bio imenovan zagrebačkim kanonikom 1632. godine.
Bio je 1635. – 1639. prefekt zagrebačkog sjemeništa, a od 1648. do 1667. zagrebački biskup. Hrvatski kralj Ferdinand III. imenovao ga je zagrebačkim biskupom 4. veljače 1648. U Požunu (danas Bratislava) primio je biskupsko posvećenje, a već je 20. lipnja iste godine bio ustoličen u zagrebačkoj katedrali. Papa je sve to odobrio i potvrdio tek 1. veljače 1649., ali to nije smetalo novomu biskupu da već 14. siječnja iste godine, u skladu s tradicijom, kao carski povjerenik uvede u bansku službu mlada i ugledna, kasnije i slavna Nikolu Zrinskoga, koji će petnaest godina kasnije stradati u lovu, u Kuršanečkom lugu. Petretić je pozvao poglavare svih samostana u široj okolici Čakovca i Međimurja, gdje su uglavnom bili isusovci, na konzistorij u Varaždinske Toplice, u svibnju 1659. Nakon iscrpne i opširne rasprave, odvagnuvši sve razloge za i protiv, biskup je odlučio i dao odobrenje da dođu još iste godine franjevci, gdje su još i danas. U ono burno doba, kada je politička i državnička funkcija tadašnjih biskupa okupljala i vodila cijele vojske u ratne okršaje, bila je prilika i potreba da Petretić biskup i Zrinski ban često i stalno budu u uskoj međusobnoj vezi, a među njima nije bilo ozbiljnijih neslaganja u bitnim stvarima.
U Zagrebu je uredio stolnu crkvu i biskupski dom. Utemeljio je školu za vezenje crkvenog ruha. Još i danas se na Veliki petak u zagrebačkoj prvostolnici postavlja glasoviti "Božji grob" ("Sveti Grob"), koji je on dao nabaviti. Za njegova biskupovanja podignuta je glasovita zagrebačka crkva svetog Franje Ksaverskoga. Nastojao je kršćansko stanovništvo grčko-istočnog obreda u Varaždinskom generalatu privesti uniji s Rimom kao grkokatolike. 
Usprkos dugoj i teškoj bolesti, aktivan gotovo do smrti, postaje nadbiskupom kaločkim 1667. ali umire 12. listopada 1667. i bude pokopan u stolnoj crkvi u Zagrebu, ispred oltara svetog Luke.
U spomen na njega, kako s gotovo dvadesetogodišnjim „stažem“ na zagrebačkoj biskupskoj stolici spada među one „najdugovječnije“ biskupe Zagreba, imenovan je trg, tik uz crkvu sv. Petra u Zagrebu.

## Djela
Velik je niz njegovih djela, pa se ne može reći da je samo jedan od mnogih neznanih i nezamijećenih. Dao je kod isusovaca pripraviti evanđelistar, katekizam i pjesmaricu na hrvatskome jeziku. Godine 1651. objavio je na kajkavskome narječju zbornik Szveti Evangeliomi, uporabivši svoju kajkavsku reformu pravopisa prema pravopisu mađarskome. To je ujedno prvi evanđelistar na hrvatskom jeziku u Zagrebačkoj biskupiji.
Napisao je djela Historia Valachorum in confiniis regni Sclavorum degentium... i Relatio de episcopatu Svidnicensi...

## Spomen
O 350.-toj obljetnici smrti, Hrvatska pošta izdala je prigodnu poštansku marku s njegovim likom.